# Las Delicias, Baja California
Las Delicias är en ort i Mexiko.   Den ligger i kommunen Tijuana och delstaten Baja California, i den nordvästra delen av landet, 2 300 km nordväst om huvudstaden Mexico City. Las Delicias ligger 277 meter över havet och antalet invånare är 15 486.
Terrängen runt Las Delicias är huvudsakligen kuperad, men åt nordväst är den platt. Runt Las Delicias är det tätbefolkat, med 913 invånare per kvadratkilometer. Närmaste större samhälle är Tijuana, 11,8 km nordväst om Las Delicias. Omgivningarna runt Las Delicias är i huvudsak ett öppet busklandskap.